# Michael Cuffee
Michael Cuffee, (Filadelfia, Pensilvania, 12 de julio de 1983) es un exjugador de baloncesto estadounidense. Con 1,96 de estatura, su puesto natural en la cancha era el de alero.

## Trayectoria
Se formó a caballo entre Neosho County (2001-2003) y Middle Tennessee State Blue Raiders (2003-2005) y  tras no ser elegido en draft de la NBA de 2005, se marcha a Dinamarca para debutar como profesional en las filas del Skovbakken Basketball.
Más tarde, se convierte en un trotamundos del baloncesto mundial, dónde jugaría en clubes de Italia, Catar, Chipre, Suecia, Alemania, Francia y Finlandia. Jugaría las ligas de verano de la NBA 2009 y 2011 con los San Antonio Spurs.
En 2017 firma con el Crailsheim Merlins alemán con el que ascendería en la temporada 2017-18, de Pro A a Basketball Bundesliga. En la temporada 2018-2019 juega en Basketball Bundesliga, volviendo a la primera división del baloncesto alemán, tras jugar anteriormente en Mitteldeutscher BC Weißenfels y Walter Tigers Tubingen.